# برادفورد ر. وود
برادفورد ر. وود (بالإنجليزية: Bradford R. Wood)‏ هو دبلوماسي ومحامي وقاضي وسياسي أمريكي، ولد في 3 سبتمبر 1800 في ويستبورت (كونيتيكت) في الولايات المتحدة، وتوفي في 26 سبتمبر 1889 في ألباني في الولايات المتحدة. نشط حزبياً في الحزب الجمهوري والحزب الديمقراطي. وقد انتخب عضو مجلس النواب الأمريكي.